# Planorbella nigricans
Planorbella nigricans is een slakkensoort uit de familie van de Planorbidae. De wetenschappelijke naam van de soort is voor het eerst geldig gepubliceerd in 1827 door Spix.